# Wiesenaue
Wiesenaue är en kommun i Landkreis Havelland i förbundslandet Brandenburg i Tyskland. Kommunen bildades den 26 oktober 2003 genom en sammanslagning av kommunerna Brädikow, Vietznitz och Warsow i den nya kommunen Jahnberge. Namnet ändrades till Wiesenaue den 1 oktober 2004. Kommunen ingår i kommunalförbundet Amt Friesack.